# 時差鐘

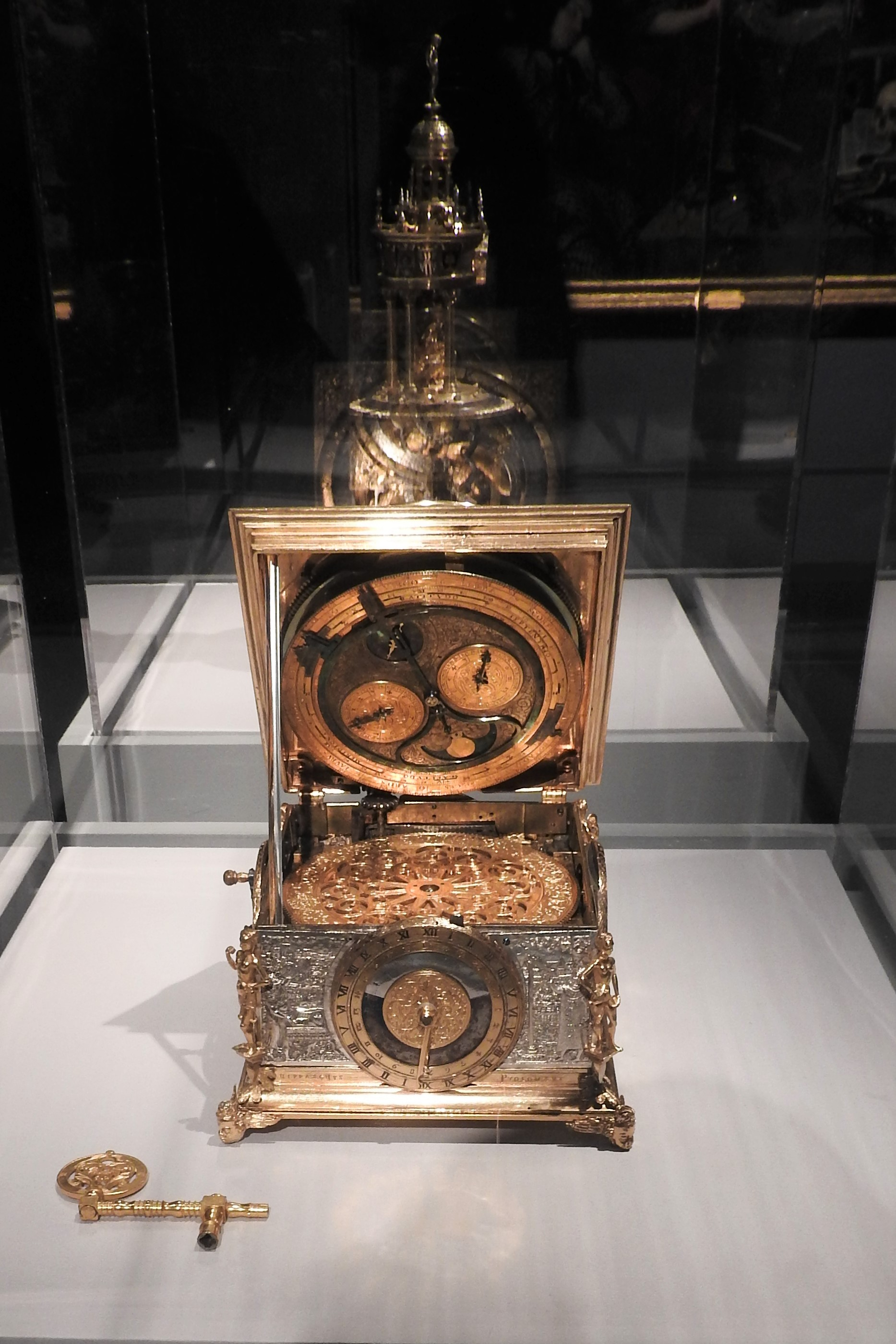
德國製造，1591年。

時差鐘是一種機械的時鐘，它包括一個模擬均時差的機制，以便使用者可以讀取或計算真太陽時，就像日晷所顯示的那樣。1657年，由鐘擺控制的第一個精確時鐘由克里斯蒂安·惠更斯申請了專利。在接下來的幾十年裡，人們仍然習慣於使用日晷，並希望能夠使用時鐘來找到太陽時。時差鐘就是為了滿足這一需求而發明的。
早期的時差鐘有一個指標，該指標會移動以在刻度盤或刻度上顯示均時差。時鐘本身以恆定速度運行。使用者通過將均時差添加到時鐘讀數中來計算太陽時。後來，在18世紀製造的時差鐘，自動進行補償，因此時鐘直接顯示太陽時。其中一些還顯示平太陽時，也就是通常所說的「時鐘時間」。

均時差的年度變化。在軸上方，日晷（太陽）時間早於時鐘（平均）時間，反之亦然。

## 模擬機制
所有時差鐘都包含一個模擬均時差的機制，因此槓桿移動或軸旋轉，以表示均時差隨著年份的進展而變化的方式。有兩種常用的機制類型：

### 凸輪和槓桿機構
在這種類型的機構中，軸由時鐘驅動，因此它每年以恆定速度旋轉一次。軸帶有一個凸輪，它大約是「腎形」的，因此其半徑基本上是均時差的年度變化圖。從動件和槓桿靠在凸輪上，因此當凸輪旋轉時，槓桿以代表均時差變化的方式移動。該控制桿驅動時鐘中的其他元件。

### 雙軸機構
近似而言，均時差可以表示為兩個正弦波的總和，一個週期為一年，另一個週期為六個月，相對的相位變化非常緩慢（在一個世紀的過程中略顯明顯）。 有關詳細資訊，請參閱「均時差」中的說明。
雙軸機構有兩個以恆定速度旋轉的軸：一個每年轉動一次，另一個每年轉動兩次。曲柄或連接到兩個軸的銷釘使組合桿的兩端正弦移動；如果尺寸選擇正確，桿的中點將以模擬均時差的方式移動。

## 時差鐘的類型
時差鐘製作和使用期間，所有的鐘錶都是手工製作的。沒有兩個是完全相同的。許多時差鐘還具有其他功能，例如顯示月相或日出和日落時間。撇開這些添加不談，時差鐘有四種不同的運作方式。以下段落的目的不是對單個時差鐘的詳細描述，而是對這四種不同類型的時差鐘的一般原理進行說明。特定時差鐘的基本工作原理與這些相似，但細節有所不同。博物館中仍然存在的各種時差鐘的圖片和描述，可以通過「外部連結」在下面列出。

### 不顯示太陽時的時差鐘
許多時差鐘，尤其是早期的時差鐘，都有一個正常的時鐘機制，顯示平均時間，還有一個顯示均時差的顯示幕。時間模擬機制方程驅動此顯示器上的指標。使用者必須將均時差與時鐘時間相加才能計算太陽時。

### 直接顯示太陽時的時差鐘
大多數後來的時差鐘，製造於18世紀，直接顯示太陽時。其中許多還顯示平均時間和均時差，但使用者不必執行加法，並存在三種類型：

#### 帶有可移動分鐘標記的時差鐘
在鐘錶中，分鐘標記位於一個圓形板上，該圓板可以繞與指標相同的軸線轉動。軸穿過板中心的一個孔，指針位於板的前面。時差鍾顯示時間的分鐘部分由分針相對於銘牌上標記的位置給出。指針由時鐘機構以恆定速度驅動，板由模擬均時差的機構轉動，當均時差增加時逆時針旋轉，當均時差減少時順時針旋轉。如果齒輪比正確，時鐘會顯示太陽時。平太陽時也可以通過錶盤上一組單獨的、靜止的分鐘標記來顯示，該標記位於錶盤邊緣外側。小時顯示未根據均時差進行調整，因此小時讀數感覺為近似值。但這沒有實際的影響，因為總是很容易看出哪個小時是正確的。這種時差鐘在機械上比下面描述的其它類型更簡單，但它們有缺點：如果不仔細觀察分鐘標記，就很難閱讀太陽時，而且時差鐘不能在太陽時中進行整點報時。

#### 帶可變擺錘的時差鐘
這種時差鐘包括一個位於鐘擺頂部的裝置，該裝置會略微改變其有效長度，因此時鐘的速度會有所不同。該設備由模擬機構驅動，該模擬機構移動以模擬均時的變化率，而不是其實際值。例如，在 12 月和 1 月期間，當均時差減少時，日晷的運行速度比平時慢，該機制實際上使鐘擺比平時更長，因此時鐘運行得更慢並與日晷時間保持同步。在一年中的其它時候，鐘擺會縮短，因此時鐘運行得比較快，再次與日晷時間保持同步。 這種類型的機制只顯示太陽（日晷）時間。使用這種機制的時差鐘，除非包含一個單獨的時鐘機制，並且有自己的擺錘，否則不能輕易地顯示平太陽時。有一些時差鐘可以做到這一點，但它要求鐘殼非常堅固，以避免在盤架之間的耦合。可變擺鐘的另一個缺點是均時差不容易顯示。

#### 做機械加法的鐘錶
在後來的一些時差鐘中，鐘擺以恆定的頻率擺動，控制正常的時鐘機制。通常，這種機制會驅動顯示平太陽時（時鐘）的顯示器。但是，還有其它組件：如上所述的均時差模擬機制，以及自動將均時差添加到時鐘時間並驅動顯示太陽時間的顯示器的設備。加法是通過使用差速齒輪的模擬方法完成的。這種類型的時差鐘機制是最通用的。太陽時和平太陽時都可以很容易地顯示出來，均時差也是如此。在這兩種時間段內安排報時也很容易。在1720年發明后，這種機制成為標準機制，並在18世紀的大部分時間裏被使用，直到對時差鐘的需求停止

## 均時差的緩慢變化
地球運動的緩慢變化導致均時差的年度變化也逐漸變化。本文頂部的圖表顯示了現時，大約西元2000年左右的年變化。在過去或未來的許多世紀裏，圖形的形狀將會大不相同。大多數時差鐘都是在大約三個世紀前建造的，因為那時均時差的年變化很小，但很明顯。這些鐘體現了它們製造時的年度變化。它們無法補償當時未知的緩慢變化，因此現在的準確性比剛製成的時候稍低。目前，此原因的最大誤差約為一分鐘。如果這些時鐘倖存下來，在未來的幾個世紀裏，誤差將會更大。

## 類似的現代設備
因此，時差鐘不再被廣泛使用。然而，在功能上與時差鐘中相同的組件仍然用於一些組件中，例如太陽跟踪器中，這些組件會隨著太陽在天空中的運動而移動。它們中的許多感覺不到太陽的位置。取而代之的是，它們有一個以每小時15度的恆定速度繞極軸旋轉的機制，以與地球相對於太陽的平均旋轉速度保持同步。有時，會以數位方示生成這種旋轉，而不是組件的物理旋轉。然後將均時差加到這個恆定的旋轉中，產生與視太陽運動保持同步的跟踪器旋轉。一般來說，這些機器使用現代科技，涉及電子和電腦，而不是歷史時差鐘中使用的機械設備，但功能是相同的。